# Главен удар
Главен удар – понятие във военната стратегия, означаващо решаващите военни действия (или бойни действия) на главната група въоръжени сили.
Главният удар се нанася по направление, което има за цел разгрома на войските (силите) на врага и излизане на крайните позиции на боя.

## Направление на главния удар
Понятието направление на главния удар (на немски: Schwerpunkt, център на тежестта) е внесено във военната теория от Карл фон Клаузевиц в неговия труд „За войната“. Идеята на главния удар се състои в това, че съсредоточаването на сили на едно направление позволява да се създаде решаващо превъзходство над противника в жива сила и техника, което, според Клаузевиц, е едно от условията за постигане на победа. Хинденбург казва: на немски: Eine Operation ohne Schwerpunkt is wie ein Mann ohne Charakter („военна операция без направление на главния удар е като мъж без характер“).
Успеха на операциите в много се определя от отделените сили, техните качества и направлението за главния удар. Направлението на удара зависи от поставените пред войската задачи, обстановката, разположението и състава на силите, характера на местността. Обичайно изгодно е направлението, водещо към слабите места в отбраната на противника.